# 42191 Турманн
42191 Турманн (42191 Thurmann) — астероїд головного поясу, відкритий 14 лютого 2001 року.
Тіссеранів параметр щодо Юпітера — 3,368.